# Rame (Maker-with-Rame)
Rame – wieś w Anglii, w Kornwalii, w dystrykcie (unitary authority) Kornwalia, w civil parish Maker-with-Rame, położona na półwyspie Rame, nieopodal przylądka Rame Head. Leży 60 km od miasta Truro, 98,3 km od miasta Penzance i 318,9 km od Londynu. W 1931 roku civil parish liczyła 501 mieszkańców. Rame jest wspomniana w Domesday Book (1086) jako Rame.